# 刘起龙将军第
刘起龙将军第，位于中国广东省深圳市深圳市大鹏街道大鹏古城，为深圳市的一个市、县级文物保护单位，类型为古建筑，公布时间为1984年9月6日。
刘起龙将军第的历史年代为清代。